# Paweł Szkopek
Paweł Szkopek (* 6. August 1975 in Gostynin) ist ein polnischer Motorradrennfahrer.

## Statistik

### Erfolge
- 2008 – Gesamtsieger des Superstock 1000-Europacups

### In der Superbike-Weltmeisterschaft
| Saison | Team                    | Motorrad          | Rennen | Siege | Zweiter | Dritter | Poles | Schn. Runden | Punkte | Ergebnis |
| ------ | ----------------------- | ----------------- | ------ | ----- | ------- | ------- | ----- | ------------ | ------ | -------- |
| 2004   | Szkopek Agip RT         | Suzuki GSX-R 1000 | 4      | –     | –       | –       | –     | –            | 4      | 32.      |
| 2006   | Team Pedercini          | Ducati 999 F06    | 2      | –     | –       | –       | –     | –            | 0      | 33.      |
| 2015   | Szkopek POLand Position | Yamaha YZF-R1     | 2      | –     | –       | –       | –     | –            | 0      | –        |
| 2016   | Team Tóth               | Yamaha YZF-R1     | 15     | –     | –       | –       | –     | –            | 3      | 29.      |
| 2017   | Pazera Racing           | Yamaha YZF-R1     | 2      | –     | –       | –       | –     | –            | 0      | –        |
| Gesamt | Gesamt                  | Gesamt            | 25     | 0     | 0       | 0       | 0     | 0            | 7      |          |

### In der Supersport-Weltmeisterschaft
(Stand: Saisonende 2021)
| Saison | Team                     | Motorrad            | Rennen | Siege | Zweiter | Dritter | Poles | Schn. Runden | Punkte | Ergebnis |
| ------ | ------------------------ | ------------------- | ------ | ----- | ------- | ------- | ----- | ------------ | ------ | -------- |
| 2005   | Intermoto Czech Republic | Honda CBR 600 RR    | 10     | –     | –       | –       | –     | –            | 5      | 33.      |
| 2008   | Triumph – SC             | Triumph Daytona 675 | 2      | –     | –       | –       | –     | –            | 0      | 42.      |
| 2009   | MS Racing                | Triumph Daytona 675 | 2      | –     | –       | –       | –     | –            | 0      | 38.      |
| 2011   | Bogdanka PTR Honda       | Honda CBR 600 RR    | 12     | –     | –       | –       | –     | –            | 12     | 21.      |
| 2012   | Bogdanka PTR Honda       | Honda CBR 600 RR    | 3      | –     | –       | –       | –     | –            | 0      | –        |
| 2021   | Yamaha MS Racing         | Yamaha YZF-R6       | 8      | –     | –       | –       | –     | –            | 1      | 51.      |
| Gesamt | Gesamt                   | Gesamt              | 37     | 0     | 0       | 0       | 0     | 0            | 18     |          |